# Спіральність частинки
Спіральність — характеристика стану елементарної частинки. Є проєкцією спіну частинки на напрям руху. Використовується для опису елементарних частинок, що рухаються зі швидкістю світла або близько до неї.
Розрізнюють:
1. Негативну або «ліву» спіральність — спін спрямований проти напрямку руху частинки;
2. Позитивну або «праву» спіральність — спін спрямований за напрямком руху частинки.

Спіральність частки h визначається нормованим скалярним добутком векторів спіну частинки та її імпульсу:
{\displaystyle h={\frac {{\vec {s}}\cdot {\vec {p}}}{|{\vec {s}}||{\vec {p}}|}}}